# 張横 (後漢)
張 横（ちょう おう、生没年不詳）は、中国後漢末期の人物。関中に割拠した軍閥の一人。『三国志』馬超伝注の『典略』に、関中十部の一角として名前があがる。
建安三年（198年）夏四月、裴茂・段煨・梁興らとともに黄白城に立てこもる李傕を討伐し、これを破った。
建安十六年（211年）に馬超・韓遂らと連合して曹操軍と戦ったが撃ち破られた。
小説『三国志演義』では、韓遂の「手下八部」の一人として登場する。馬超・韓遂らの連合軍に加わり、長安を攻略する。しかし渭南での敗戦の際に、程銀と共に戦死してしまう。